# Burwell Lode
Burwell Lode ist der Name eines künstlich angelegten und mit Booten befahrbaren Kanals in der englischen Grafschaft Cambridgeshire, welcher zu den Cambridgeshire Lodes gezählt wird. Er verbindet den Ort Burwell über den Reach Lode mit den River Cam.

## Verlauf

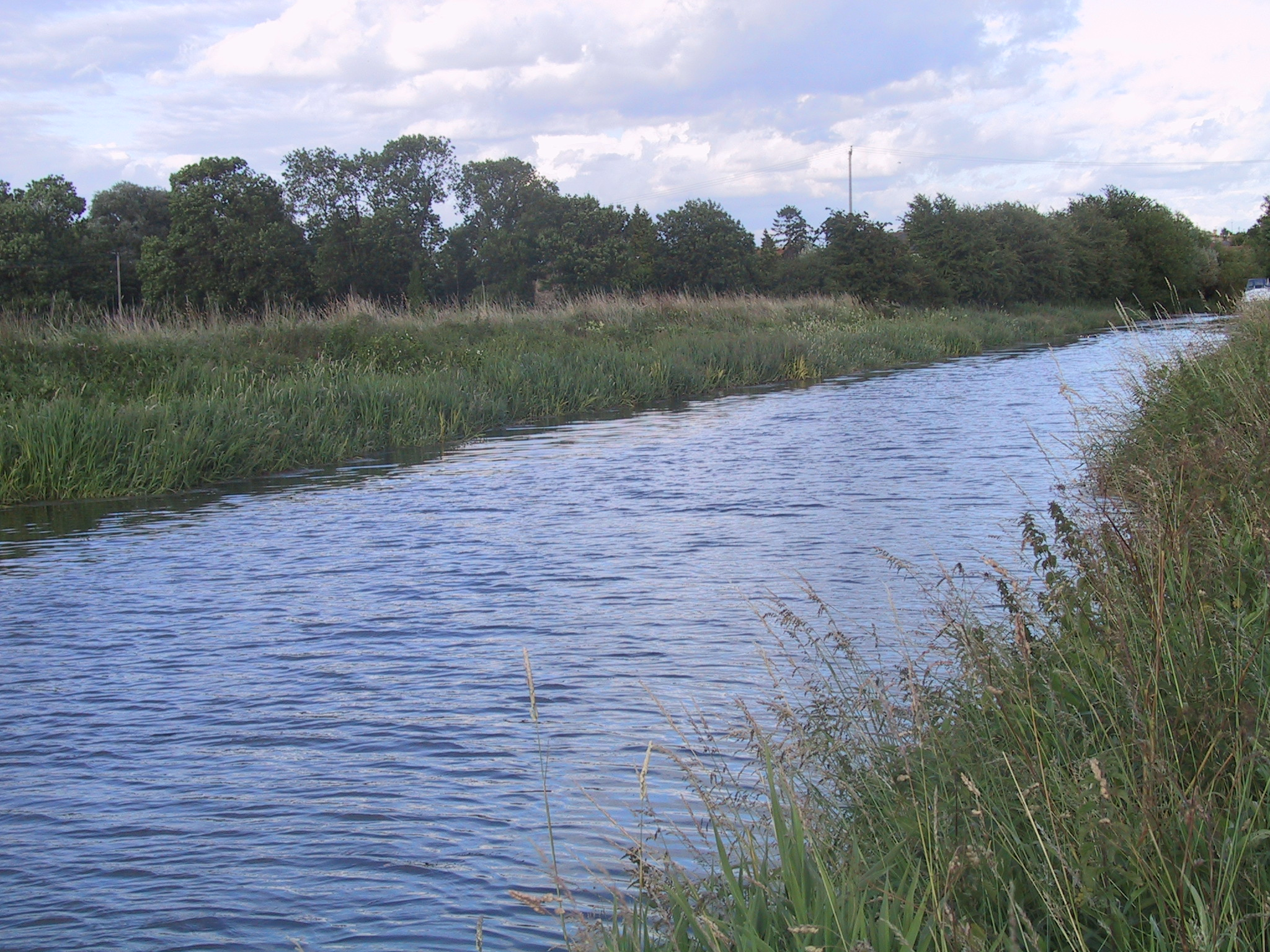
Der Burwell Lode kurz vor Burwell

Der etwa 5,2 Kilometer (3,25 Meilen) lange Burwell Lode zweigt südlich des Wicken Fens vom Reach Lode ab, über welchen er mit dem River Cam verbunden ist. Zuerst fließt er ungefähr einen Kilometer nach Nordosten, ehe er im Südosten des Wicken Fens nach Südosten abknickt. Von dort fließt der Burwell Lode mehr oder weniger gerade nach Nordwesten, bis er den Ort Burwell erreicht. Im Westen von Burwell verzweigt er sich in zwei kleinere Kanäle, welche nach Norden und Süden fließen. Der südliche Kanal führt bis in den Süden von Burwell während der nördliche Kanal nordwärts fließt und schließlich nördlich von Burwell in den New River mündet.

## Geschichte
Der Burwell Lode stammt vermutlich in seiner ursprünglichen Form aus der Römerzeit, wurde aber erst 1604 erstmals urkundlich erwähnt. Der heute Verlauf des Burwell Lode wurde um 1650 geschaffen, wobei sich bis heute Reste des alten Verlaufs als so genannter Old Lode erhalten haben. Der südliche Kanal in Burwell wurde hauptsächlich von von der Küste kommenden Bargen genutzt, während der nördliche Kanal von Flussbargen befahren wurde. Entlang des Nordkanals befanden sich auch einige Lagerhäuser für verschiffte Waren. An beiden Kanälen findet man noch Reste von Anlegestellen.
Anfangs erhob die Burwell Fen Drainage Commissioners Gebühren für die Benutzung des Burwell Lodes und er wurde großteils zum Transport von Kohle, Stein und Rübenzucker, wurde aber auch von der Burwell Brick Co. genutzt. In den späten 1820er-Jahren ging der Kanal in den Besitz der South Level Commissioners über. Ab den 1850er-Jahren stieg die Nutzung des Kanals stark an, da er von T.T. Ball’s chemical works zum Transport der produzierten Waren genutzt wurde. Die Firma wurde in den 1890ern zu Colchester and Ball’s Manure Works und besaß zu Beginn des 20. Jahrhunderts zahlreiche Boote, welche über den Burwell Lode fuhren sowie einen eigenen Betrieb zum Bootsbau. Nach 1948 fuhren nur mehr Boote die Rübenzucker transportieren über den Burwell Lode.
Der Burwell Lode ist heute noch immer befahrbar.